# Spitsbergenrendier
Het spitsbergenrendier (Rangifer tarandus platyrhynchus) is een ondersoort van het rendier (Rangifer tarandus) en komt uit de familie der hertachtigen (Cervidae). De wetenschappelijke naam van deze ondersoort werd voor het eerst geldig gepubliceerd door Willem Vrolik in 1829.

## Verspreiding en aantallen
Zoals de naam al aangeeft komt deze ondersoort van het rendier voor op Spitsbergen. De aantallen werden in 2009 geschat op 10.100 individuen, een toename ten opzichte van het jaar 1900. Het spitsbergenrendier wordt al sinds honderden jaren bejaagd, maar sinds de komst van de vuurwapens namen de aantallen af en waren ze lokaal ook uitgestorven. De jacht werd in 1925 gestaakt en sindsdien nam het spitsbergenrendier weer in aantal toe. Of de huidige aantallen op het historische niveau liggen is onbekend.

## Galerij

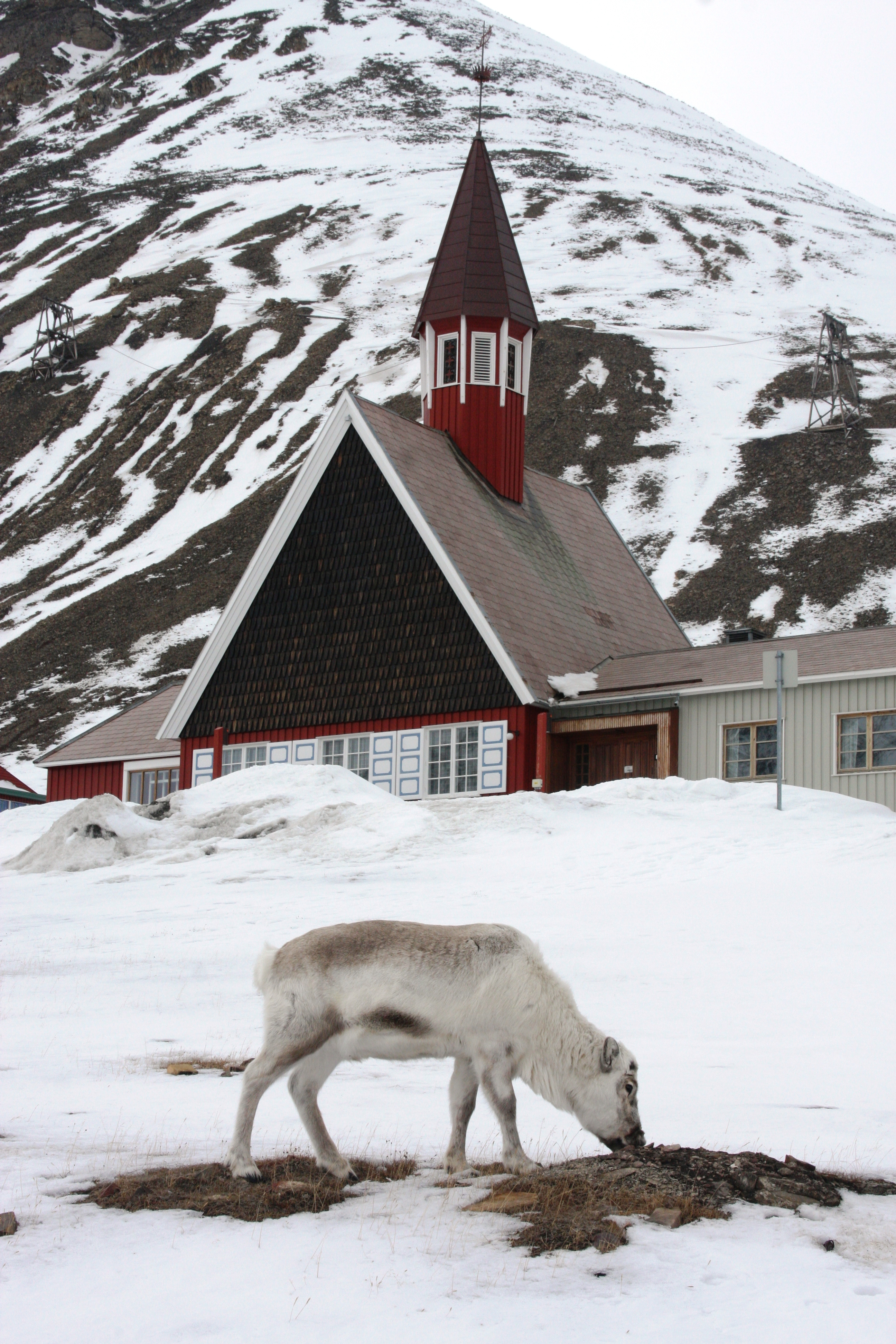
Spitsbergenrendier in Longyearbyen.
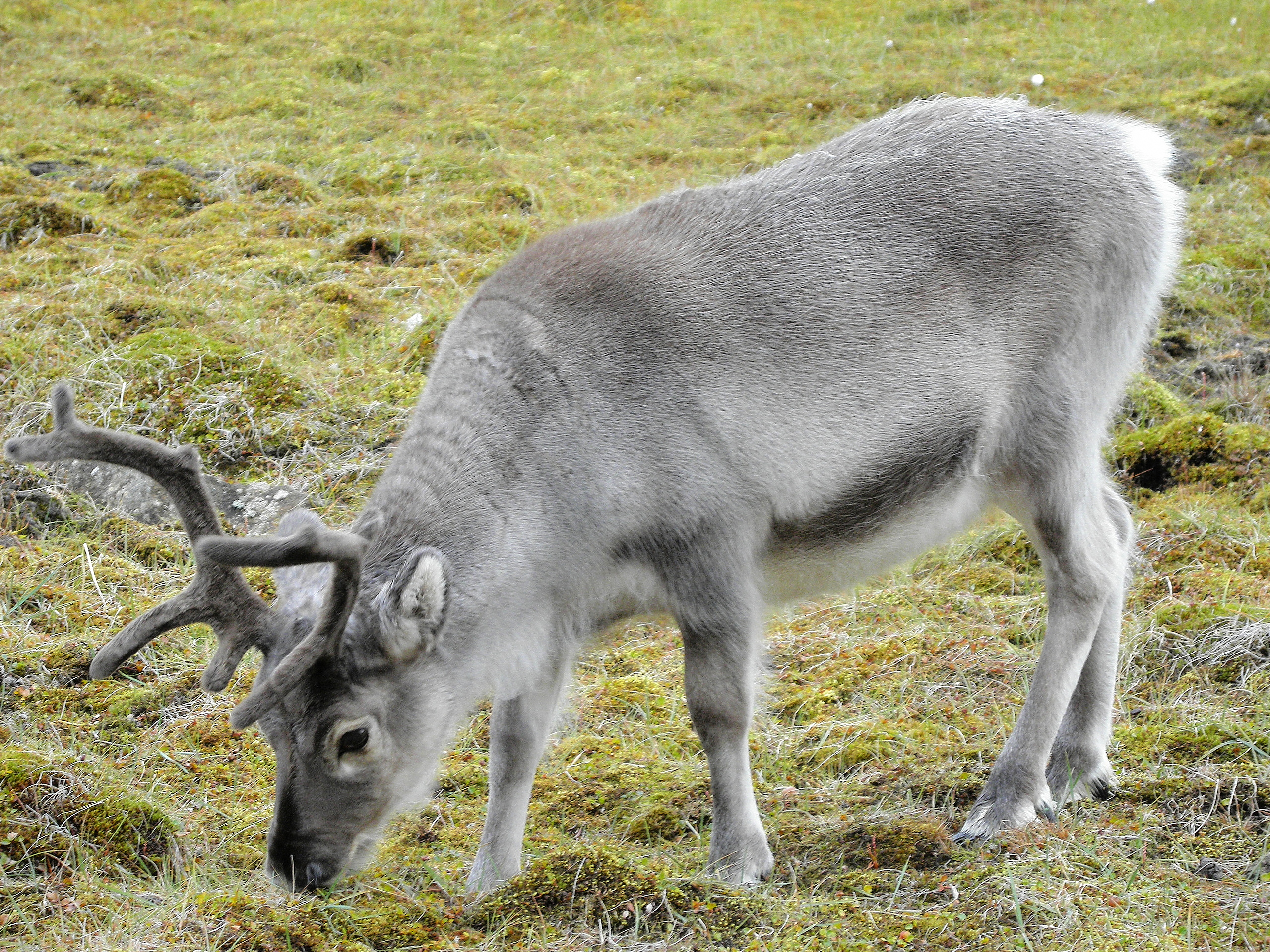
Het spitsbergenrendier is kortbeniger dan rendieren op het Europese vasteland.
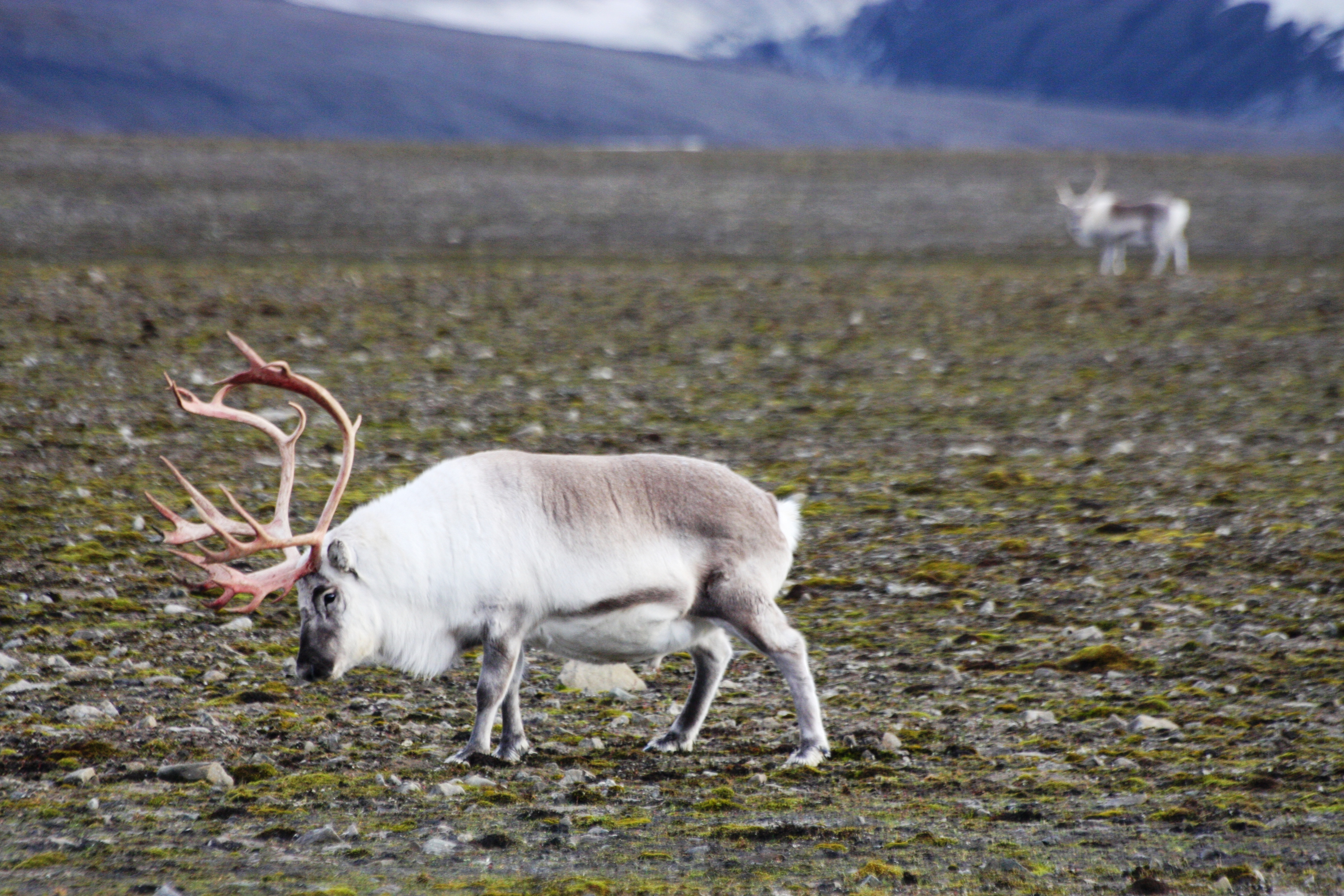
Mannetje met een fors gewei op de arctische toendra van Spitsbergen.